# NGC 163
NGC 163 (другие обозначения — MCG −2-2-66, NPM1G −10.0017, PGC 2149) — эллиптическая галактика (E) в созвездии Кита.
Этот объект входит в число перечисленных в оригинальной редакции «Нового общего каталога».
Галактику открыл Уильям Гершель 10 декабря 1798 года.
9 августа 1886 года её наблюдал Льюис Свифт вместе с ещё тремя туманностями, причём прямое восхождение всех четырёх он указал с ошибкой в 10-15 секунд. Из-за этого возникло недоразумение. Только одна из четырёх (NGC 7774) наблюдалась впервые. Другие две Дрейер смог отождествить с более ранними наблюдениями (это были NGC 163 и NGC 217), а оставшуюся он занёс в свой каталог под номером 153, хотя тот же объект уже был обозначен как NGC 151.